# Кубок Вольпі за найкращу жіночу роль
Кубок Вольпі за найкращу жіночу роль (італ. Coppa Volpi per la miglior interpretazione femminile) — одна з головних нагород Венеційського міжнародного кінофестивалю, яку присуджують акторці за найкраще виконання жіночої ролі. Перше вручення нагороди відбулося у 1935 році. З часу її введення назва та кількість нагород були змінені кілька разів. Кількість присуджуваних нагород коливалася від двох до чотирьох на окремих фестивалях, а іноді Кубок присуджували за найкраще виконання як головної, так і другорядних кіноролей.

## Переможці та номінанти
* У 1932 та 1934 роках до заснування Кубка Вольпі вручалася Велика золота медаль Національної фашистської асоціації для найкращого актора (Grande medaglia d'oro dell'Associazione Nazionale Fascista dello Spettacolo per il migliore attore).
| Рік  | Актор              | Фільм                       | Оригінальна назва          |
| ---- | ------------------ | --------------------------- | -------------------------- |
| 1932 | Гелен Гейс *       | Гріх Мадлон Клоде           | The Sin of Madelon Claudet |
| 1934 | Кетрін Хепберн *   | Маленькі жінки              | Little Women               |
| 1935 | Паула Весселі      | Епізод                      | Episode                    |
| 1936 | Аннабелла          | Ніч перед битвою            | Veille D'armes             |
| 1937 | Бетті Девіс        | Кід Гелехед та Мічена жінка | Kid Galahad / Marked Woman |
| 1938 | Норма Ширер        | Марія-Антуанетта            | Marie Antoinette           |
| 1941 | Луїза Ульріх       | Аннелі                      | Annelie                    |
| 1942 | Крістіна Зедербаум | Золоте місто                | Marie Antoinette           |

## 1947—1968
Після чотирирічної перерви, викликаної війною, фестиваль знову став конкурсним у 1947 році. Діюча нагорода в найближчому післявоєнному періоді отримала назву Premio Internazionale per il migliore attore (Міжнародна премія найкращому акторові).
| Рік  | Актор                                  | Фільм                      | Оригінальна назва          |
| ---- | -------------------------------------- | -------------------------- | -------------------------- |
| 1947 | Анна Маньяні                           | Депутатка Анджеліна        | L'onorevole Angelina       |
| 1948 | Джин Сіммонс                           | Гамлет                     | Hamlet                     |
| 1949 | Олівія де Гевіленд                     | Зміїна яма                 | The Snake Pit              |
| 1950 | Елеанор Паркер                         | У клітці                   | Caged                      |
| 1951 | Вів'єн Лі                              | Трамвай «Бажання»          | A Streetcar Named Desire   |
| 1952 | Інгрід Бергман                         | Європа '51                 | Europe '51                 |
| 1953 | Ліллі Палмер                           | Ліжко                      | The Four Poster            |
| 1956 | Марія Шелл                             | Жервеза                    | Gervaise                   |
| 1956 | Анна Маньяні (Спеціальна нагорода)     | Сестра Летиція             | Suor Letizia               |
| 1957 | Дзідра Рітенберга                      | Мальва                     | Malva                      |
| 1957 | Ева Мері Сейнт (Спеціальна нагорода)   | Капелюх, повний дощу       | A Hatful of Rain           |
| 1958 | Софі Лорен                             | Чорна орхідея              | The Black Orchid           |
| 1958 | Жанна Моро (Спеціальна нагорода)       | Коханці                    | Les amants                 |
| 1959 | Мадлен Робінсон                        | На подвійний поворот ключа | À Double Tour              |
| 1959 | Карла Гравіна (Спеціальна нагорода)    | Естерина                   | Esterina                   |
| 1959 | Люцина Вінницька (Спеціальна нагорода) | Загадковий пасажир         | -                          |
| 1960 | Ширлі Маклейн                          | Квартира                   | The Apartment              |
| 1961 | Сюзанна Флон                           | Не убий                    | Tu ne Tueras Point         |
| 1961 | Джеральдін Пейдж                       | Літо і дим                 | Summer and Smoke           |
| 1962 | Еммануель Ріва                         | Тереза Дескейру            | Thérèse Desqueyroux        |
| 1962 | Анна Маньяні                           | Мама Рома                  | Mamma Roma                 |
| 1963 | Дельфін Сейріг                         | Мюріель                    | Muriel                     |
| 1964 | Гаррієт Андерсон                       | Кохати                     | Att älska                  |
| 1965 | Анні Жирардо                           | Три кімнати на Манхеттені  | Trois chambres à Manhattan |
| 1966 | Наталія Арінбасарова                   | Перший вчитель             | Первый учитель             |
| 1967 | Ширлі Найт                             | Голландець                 | Dutchman                   |
| 1968 | Лаура Бетті                            | Теорема                    | Teorema                    |

## 1983—1987
Фестиваль знову став конкурсним у 1980 році, але діючі до цього нагороди, які присуджувало журі конкурсу, не були відновлені до 1983 року: призи більше не називали Coppa Volpi (Кубок Вольпі), а вручалися під назвою Premio per il migliore attore (Премія найкращому акторові). Переможці отримували нагороди не у вигляді чаш, а прямокутних бляшок.
| Рік  | Актор             | Фільм              | Оригінальна назва           |
| ---- | ----------------- | ------------------ | --------------------------- |
| 1983 | Дарлінг Лежитімус | Вулиця Кас-Негр    | Rue cases nègres            |
| 1984 | Паскаль Ож'є      | Ночі повнолуння    | Les nuits de la pleine lune |
| 1985 | Не присуджували   | Не присуджували    | Не присуджували             |
| 1986 | Валерія Голіно    | Історія кохання    | Storia d'amore              |
| 1987 | Кан Су-Йон        | Мати за контрактом | Sibaji                      |

## 1988-наш час
У 1988 році вперше за 20 років були відновлені найвідоміші призи фестивалю. Дві діючі донині нагороди були офіційно названі Coppa Volpi per la migliore interpretazione maschile (Кубок Вольпі за найкращу чоловічу роль) та Coppa Volpi per la miglior interpretazione femminile (Кубок Вольпі за найкращу жіночу роль).
| Рік  | Актор                                    | Фільм                      | Оригінальна назва               |
| ---- | ---------------------------------------- | -------------------------- | ------------------------------- |
| 1988 | Ширлі Маклейн                            | Мадам Сузацка              | Madame Sousatzka                |
| 1988 | Ізабель Юппер                            | Жіноча справа              | Une affaire de femmes           |
| 1989 | Пеггі Ешкрофт Джеральдін Джеймс          | Вона зникла геть           | She's Been Away                 |
| 1990 | Глорія Мюнгмайєр                         | Місяць у дзеркалі          | La luna en el espejo            |
| 1991 | Тільда Свінтон                           | Едуард II                  | Edward II                       |
| 1992 | Ґун Лі                                   | Цю Цзю звертається до суду | Qiu Ju da guan si               |
| 1993 | Жульєт Бінош                             | Три кольори. Синій         | Trois Coleurs: Bleu             |
| 1993 | Анна Бонаюто (Акторка другого плану)     | Де ти? Я тут               | Dove siete? Io sono qui         |
| 1994 | Марія де Медейруш                        | Три брати                  | Três Irmãos                     |
| 1994 | Ванесса Редґрейв (Акторка другого плану) | Маленька Одеса             | Little Odessa                   |
| 1995 | Сандрін Боннер Ізабель Юппер             | Церемонія                  | La Cérémonie                    |
| 1995 | Ізабелла Феррарі (Акторка другого плану) | Роман бідного юнака        | Romanzo di un giovane povero    |
| 1996 | Віктуар Тівісоль                         | Ponette                    | Ponette                         |
| 1997 | Робін Танні                              | Ніагара, Ніагара           | Niagara, Niagara                |
| 1998 | Катрін Денев                             | Вандомська площа           | Place Vendôme                   |
| 1999 | Наталі Бай                               | Порнографічний зв‘язок     | Une liaison pornographique      |
| 2000 | Роуз Бірн                                | Богиня-1967                | The Goddess of 1967             |
| 2001 | Сандра Чеккареллі                        | Світло очей моїх           | Luce dei miei occhi             |
| 2002 | Джуліанн Мур                             | Далеко від раю             | Far From Heaven                 |
| 2003 | Катя Ріманн                              | Розенштрассе               | Rosenstrasse                    |
| 2004 | Імельда Стонтон                          | Віра Дрейк                 | Vera Drake                      |
| 2005 | Джованна Меццоджорно                     | Звіряче серце              | La bestia nel cuore             |
| 2006 | Гелен Міррен                             | Королева                   | The Queen                       |
| 2007 | Кейт Бланшетт                            | Мене там немає             | I'm Not There                   |
| 2008 | Домінік Блан                             | Інша                       | L'Autre                         |
| 2009 | Ксенія Раппопорт                         | Подвійний час              | Двойное время                   |
| 2010 | Аріана Лабед                             | Аттенберг                  | Attenberg                       |
| 2011 | Дінні Їп                                 | Просте життя               | Tao jie                         |
| 2012 | Хадас Ярон                               | Заповнити пустоту          | למלא את החלל/Lemale et ha'halal |
| 2013 | Елена Котта                              | Вулиця в Палермо           | Via Castellana Bandiera         |
| 2014 | Альба Рорвахер                           | Голодні серця              | Hungry Hearts                   |
| 2015 | Валерія Голіно                           | Заради тебе                | Per amor vostro                 |
| 2016 | Емма Стоун                               | Ла-Ла Ленд                 | La La Land                      |
| 2017 | Шарлотта Ремплінг                        | Ханна                      | Hannah                          |
| 2018 | Олівія Колман                            | Фаворитка                  | The Favourite                   |
| 2019 | Аріана Аскарід                           | Світова слава              | Gloria Mundi                    |
| 2020 | Ванесса Кірбі                            | Фрагменти жінки            | Pieces of a Woman               |
| 2021 | Пенелопа Крус                            | Паралельні матері          | Madres paralelas                |
| 2022 | Кейт Бланшетт                            | Тар                        | Tár                             |
| 2023 | Кейлі Спейні                             | Прісцилла                  | Priscilla                       |
| 2024 | Ніколь Кідман                            | Дівчинка                   | Babygirl                        |

## Рекорди
П'ять акторок були відзначені Кубком двічі, а Анна Маньяні — тричі:
- Анна Маньяні (1947, 1956, 1962)
- Ширлі Маклейн (1960, 1988)
- Валерія Голіно (1986, 2015)
- Ізабель Юппер (1988, 1995)
- Джуліанн Мур (1993, 2002)
- Кейт Бланшетт (2007, 2022)